# Ablabera araneoides
Ablabera araneoides är en skalbaggsart som beskrevs av Fabricius 1792. Ablabera araneoides ingår i släktet Ablabera och familjen Melolonthidae. Inga underarter finns listade i Catalogue of Life.